# 대전관평초등학교
대전관평초등학교는 대한민국 대전광역시 유성구에 있는 공립 초등학교이다.

## 학교 연혁
- 2007. 12. 17 대전관평초등학교 설립인가
- 2008. 03. 01 초등학교 18학급 편성, 유치원 1학급
- 2008. 09. 01 대전관평초등학교 개교(15학급)
- 2008. 09. 01 초대 김상철 교장 취임(공모초빙교장)
- 2009. 03. 01 18학급 편성(유치원1학급)
- 2010. 02. 12 제1회 졸업식(졸업생 남:50명, 여:51명)
- 2010.03.01 ~ 2011.02.28 2009 개정교육과정 연구학교 운영
- 2010. 10. 15 2009 개정교육과정 연구학교 운영 발표회
- 2011. 02. 07 2010학년도 사이버 가정학습 우수 학교 수상
- 2011. 03. 01 22학급 편성(유치원 1학급)
- 2011. 12. 30 2011학년도 사이버 가정학습 최우수 학교 수상
- 2011. 12. 30 2011학년도 학교평가 최우수 학교 선정
- 2012.03.01 ~ 2015.02.28 창의경영학교(미래형 과학교실) 시범학교 운영
- 2012. 03. 01 22학급 편성(유치원 1학급)
- 2013. 03. 04 21학급 편성(유치원 1학급)
- 2014. 03. 01 21학급 편성(유치원 1학급)
- 2014. 07. 18 제15회 대전광역시 서부교육지원청교육장배 학교스포츠클럽대회 축구 우승(초등 남자부)
- 2014. 09. 01 제3대 전용선 교장선생님 부임
- 2015. 02. 12 2014 창의경영학교 교육과정혁신형 교육부장관 수상
- 2015. 02. 13 제6회 졸업식(졸업생 남41명, 여35명)
- 2015. 03. 01 초등학교 21학급 편성, 유치원 1학급

## 참고 자료
- 대전관평초등학교 - 한국교육학술정보원 학교알리미